# 長青隧道
長青隧道（英語：Cheung Tsing Tunnel）是香港第二條免費行車隧道及第二條三線行車的雙管隧道，屬於香港機場核心計劃的工程項目之一，以打通港九市區經青嶼幹線連接赤鱲角機場的幹道。隧道於1993年開始修建，1997年5月22日通車。隧道位於新界青衣島上，為3號幹線青衣段的一部份，屬青馬管制區範圍，由香港特別行政區政府擁有，並由交通基建管理合約有限公司負責管理，隧道人員獲授權執行《青馬管制區條例》。

## 起名
長青隧道的起名沿自其上方的長青邨，該屋邨是青衣島首個公共屋邨，目前仍是島內規模第三的公共屋邨。不過，長青隧道的「青」英文譯音叫「Tsing」，跟長青邨的「青」英文譯音「Ching」不同。

## 概況

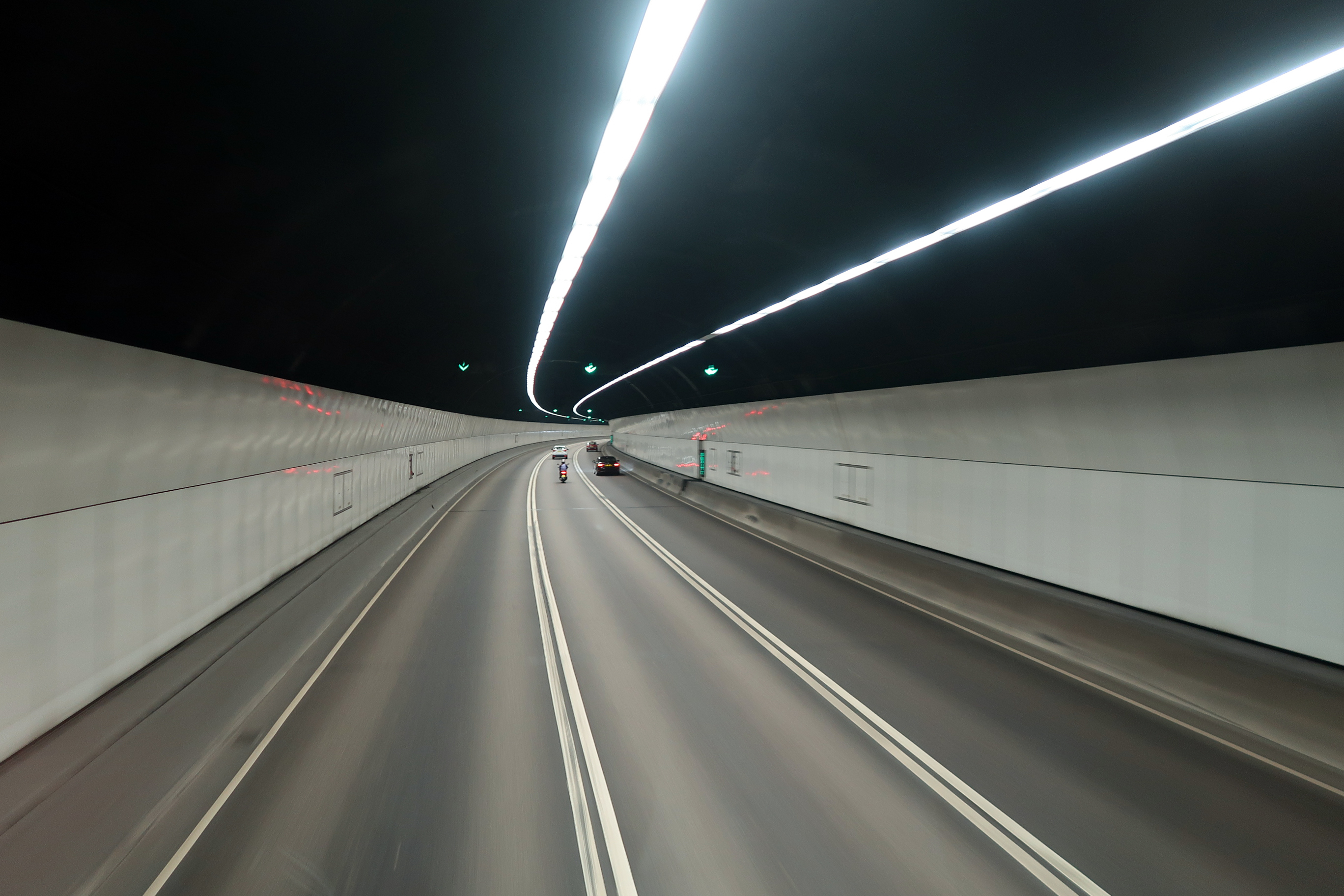
隧道內貌

長青隧道的興建於1993年開始，由路政署聘請工程公司以進行。1996年9月長青隧道舉行亮燈儀式，象徵隧道落成，並於1997年的5月22日正式啟用。隧道呈東西向，是一條雙程3線分隔雙管巖石隧道，總長度為1.65公里，穿越細山及青衣山（三支香）貫穿青衣島的東部和西部，東面出入口緊接著青葵公路的長青橋（藍巴勒海峽大橋），西面則達西草灣連接長青公路。隧道內設有車速限制每小時80公里，並禁止運載第一、第二或第五類危險品的車輛駛入。據2004年統計，長青隧道平均每日行車量達84,100架次。

## 交通地位

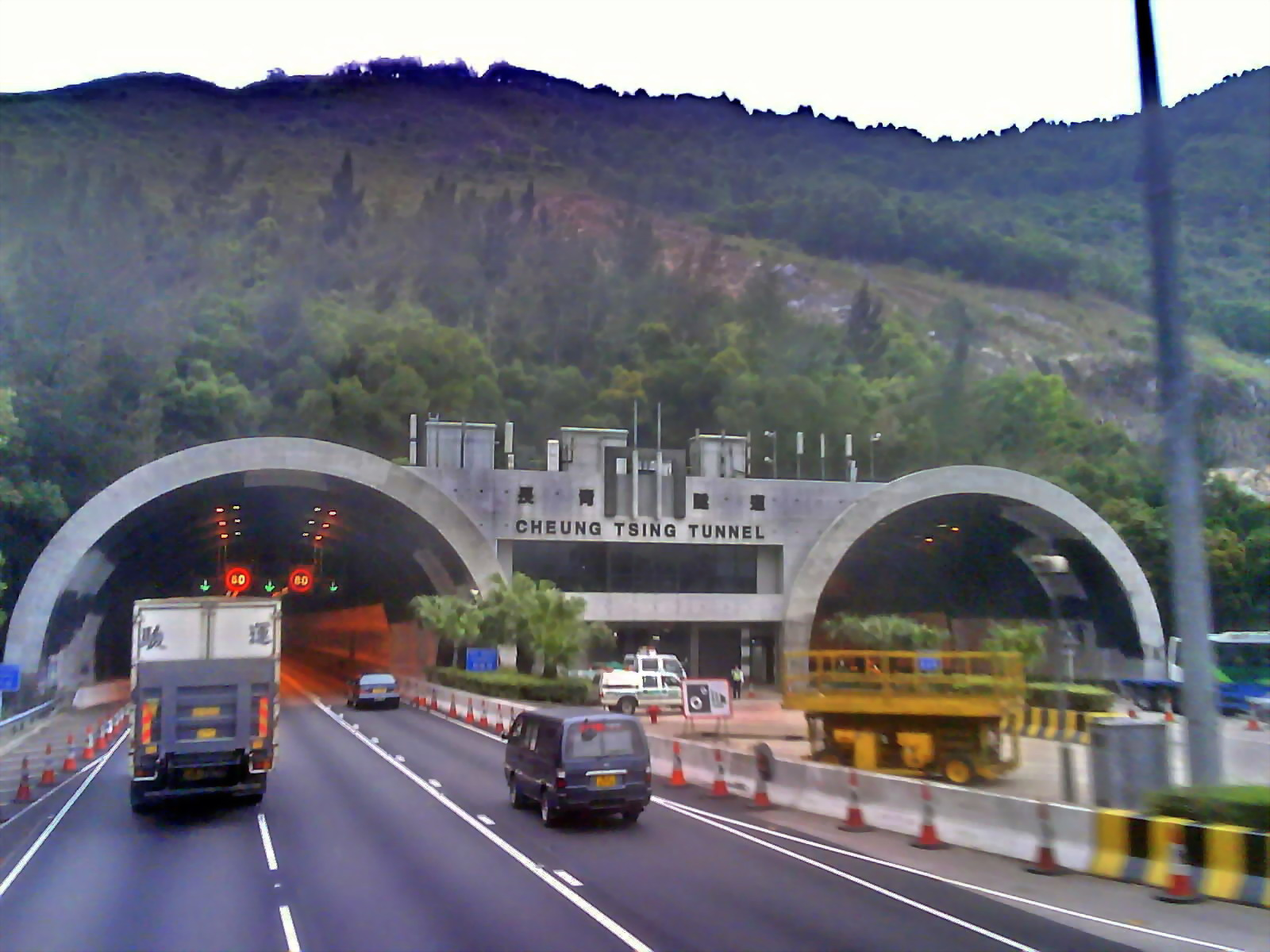
西草灣入口，隧道上方為青衣山

長青隧道是機場核心計劃的十項主要工程之一，主要用以接駁長青橋及青衣西北交匯處，從而連接青衣島東西兩面的車流交通。
除了長青隧道外，目前青衣全島主要幹道包括青衣北岸公路、南灣隧道、長青公路，以及環繞青衣南部的青衣路，其中長青公路負責接駁的角色，將由長青隧道、南灣隧道及青衣西路的車流連接到青衣西北交匯處，再從青衣西北交匯處沿北面的青朗公路經汀九橋來往新界西北或沿西面的青嶼幹線經青馬大橋來往大嶼山或馬灣等地。
長青隧道一方面是來往九龍及港島與大嶼山以及赤鱲角機場之間的快速公路的主要組成部份，另一方面亦配合汀九橋使新界西北至九龍的行車時間大大縮短。
2009年年尾，8號幹線昂船洲大橋及南灣隧道通車，原用作分流來往港、九市區與新界及大嶼山急劇增加的行車量，但由於路程較長，使對新界西往港島或機場往沙田的分流效果並不顯著。

## 施工
長青隧道主要採用兩部電腦化的隧道鑽挖機配合爆破技術以開掘隧道，每次爆破可開鑿5米管道。當時工程師為求安全將爆破用的藥粉控制在只在鑽孔內經拌和後方能產生爆破，以減少工地內囤積大量爆破品的風險，從而提升施工上及工地與週邊環境的安全程度。兩條隧道管道的尺寸均闊17米、高10米，而隧道管道之間則以13至20米寬的巖柱相隔。
隧道東面一段由長青邨的底下不深處穿過，故在工程進行時曾對鄰近的建築物有所影響，建築初期亦曾引起當地居民的不安，擔心日後會導致樓宇的塌陷。此外隧道西側部份約有三分之一的長度為經風化、斷裂嚴重的火山岩帶；而隧道東面則是埋深很淺而堅硬的花崗岩區，由於其硬度關係，當時需要採用爆破技術去貫通隧道，但隧道的貫通主要還是以鑽挖技術去進行。各種因素下，增加了隧道建築的難度。為了避免影響到地層上面的民居，隧道內的嵌板鋪設採用了厚50厘米的混凝土、鋼材以及堅硬的搪瓷予以鞏固隧道的表面。另一方面隧道入口兩邊分別設有控制機樓，內裡設置先進的交通監察系統設備以進行交通監察的工作。

## 大型事故
- 2006年7月3日，長青隧道發生4車連環相撞意外，導致41人受傷。[5]
- 2006年8月21日，隧道內發生一起涉及5車的嚴重交通意外，造成1死25傷。[6]
- 2008年6月26日，取消八號熱帶氣旋警告信號後，隧道內再次發生5車連環相撞事故，6人受傷。[7]
- 2011年1月27日，一輛接載機場員工的旅遊巴在隧道收費亭時，疑因閃避切線車輛而撞向石壆，11人受傷。[8]
- 2012年2月19日，曾擔任1995年已停刊的漫畫《中華英雄》漫畫助理、有30年經驗的漫畫師劉永安在隧道騎摩托車時意外地撞壆，劉永安喪生，其蘇姓妻子亦一度重傷昏迷。[9]
- 2013年4月25日，一輛載有三人的私家車，駛至長青隧道青葵公路入口前，疑未有察覺前面管道封閉，失事撞向路邊龍門架。車頭嚴重損毀，引擎亦吿飛脱，車上三人全部送院，後座乘客情況嚴重。[10]

## 馬拉松比賽路線

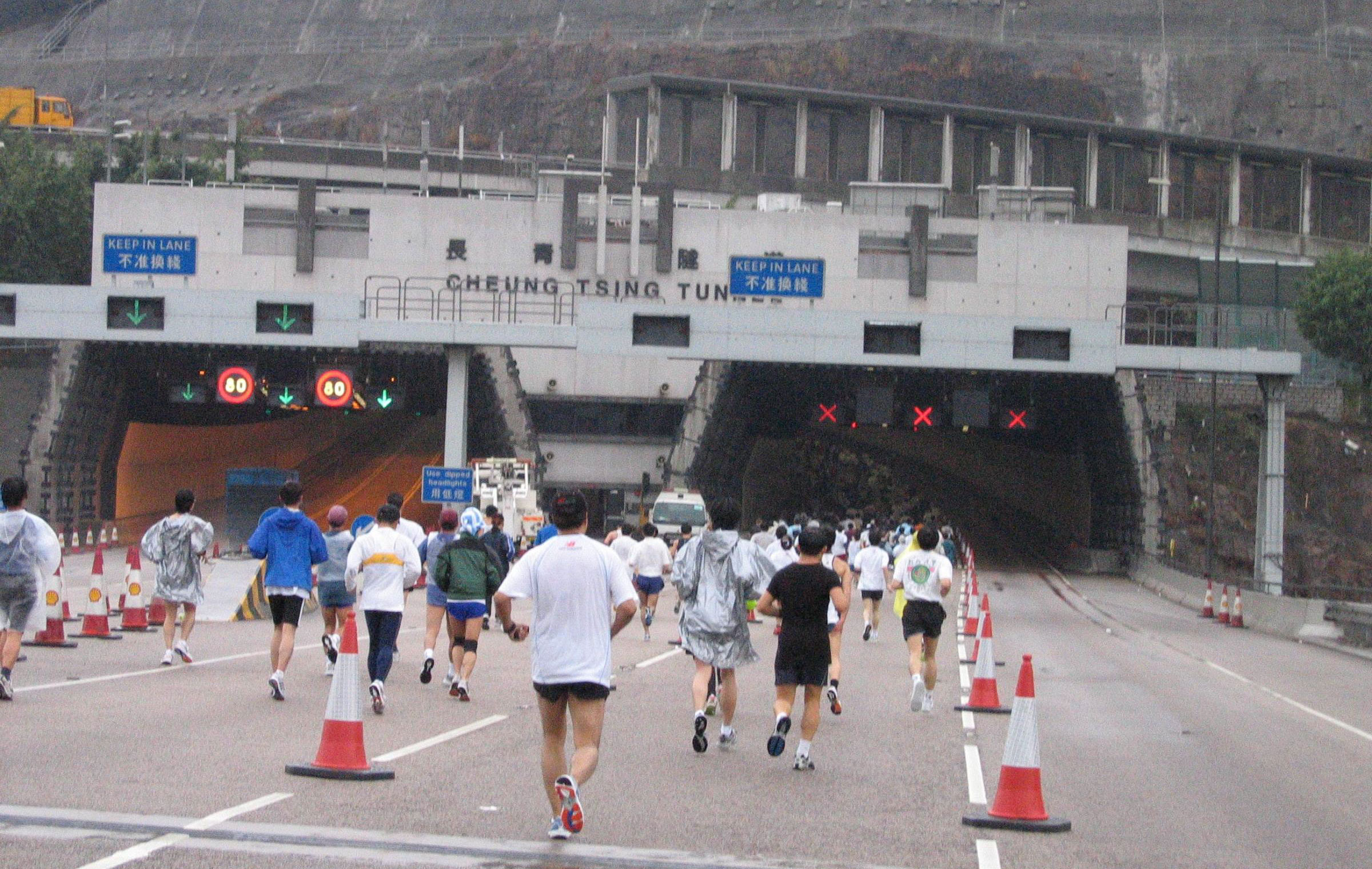
青葵公路入口處，攝於2007年的渣打香港國際馬拉松比賽

渣打香港國際馬拉松是香港最大型的馬拉松賽事，由渣打銀行冠名贊助，是為渣打馬拉松「全球最強之戰」四個分站的最後一站、以及最難的一個站（另外三個分站分別為肯尼亞奈洛比站、新加坡站和印度孟買站）。自1997年起，活動每年吸引數以萬計的參賽者參加，並不斷刷新紀錄。
至1999年，賽事更改路線，全馬拉松的部份均需往返長青隧道各一次，但自從8號幹線全線通車後，2010年起全馬拉松祇須在回程時經過一次（另一程經昂船洲大橋及南灣隧道）。馬拉松賽事舉行期間，長青隧道均會實行封路措施。

## 外部連結
- 阿特金斯：香港三號幹線長青隧道
- Tsing Tunnel and Viaducts 寶嘉：長青隧道及高架橋 （页面存档备份，存于）
- 青馬管理有限公司：長青隧道
- 私家車撼龍門架　引擎飛甩 （页面存档备份，存于）
- 香港巴士大典上的相关条目：長青隧道
- 香港道路大典上的相关条目：長青隧道

| 先前 青葵公路 | 香港3號幹線 長青隧道 | 其後 長青公路 |

| 论 编 | 香港3號幹線 |  |
| |             |  |
| 西區海底隧道 – 西九龍公路 – 青葵公路（包括長青橋） – 長青隧道 – 長青公路 – 青衣西北交匯處 – 青朗公路（包括汀九橋及大欖隧道） |             |  |
| |             |  |

| 论 编 | 青馬管制區 |  |
| |            |  |
| 3號幹線：青朗公路（只限汀九橋部分） - 青衣西北交匯處 - 長青公路 - 長青隧道 - 青葵公路 8號幹線：北大嶼山公路（只限欣澳以東部分）- 青嶼幹線（包括汲水門大橋、馬灣高架道路、青馬大橋） 其他道路：馬灣路、青衣北岸公路 |            |  |